# Лонг-Бич (Миссисипи)
Лонг-Бич (англ. Long Beach), также «Френдли-Сити» (с англ. — «гостеприимный город»), ранее известный как Беар-Пойнт, Чимни-Пойнт, Розали, Скоттс-Стейшн — город, расположенный на берегу Мексиканского залива, в округе Гаррисон (штат Миссисипи, США). Он является частью городского статистического района Галфпорт—Билокси. Город зарегистрирован 10 августа 1905 года. По данным переписи населения 2010 года, в городе проживало 14 792 человека.

## История
Лонг-Бич расположен на побережье Мексиканского залива в Миссисипи между Галфпортом на востоке и Пасс-Крисчен на западе. Хотя город является одним из самых молодых на побережье, его история прослеживается на протяжении многих лет, прежде чем он был зарегистрирован в 1905 году. За свою историю Лонг-Бич пережил несколько смен названий.
Территория, которая сегодня известна как Лонг-Бич, впервые была отмечена на британской карте в 1774 году. В то время это место называлось Беар-Пойнт. Возможно, британцы видели нескольких медведей возле расположенной здесь деревни индейцев чокто.
В 1788 году Николас и Марианна Ладнер построили в этом месте дом с двумя дымоходами. Этот необычный дом стал ориентиром для лодочников, а местность стала называться Чимни-Пойнт. Название Чимни-Пойнт появилось на карте 1841 года. Затем Джон Маккоган построил дом в этом районе. У его дома был 1000-футовый причал, на котором шхуны разгружали почту. Дом был назван Розали, и маленькая деревня была названа также. На карте 1865 года деревня называлась Розали. В 1870 году здесь появилась железная дорога. Один из жителей, Джордж Скотт, пожертвовал землю железной дороге и построил железнодорожное депо. Посёлок был переименован в Скоттс-Стейшн. В 1880-х годах Джеймс и Вудс Томас открыли в этом районе питомник фруктовых деревьев. Они заложили город в 1882 году и назвали его Лонг-Бич. Это пятое название прижилось. Джеймс и Вудс Томас выбрали название Лонг-Бич в честь длинного, великолепного пляжа с белым песком вдоль береговой линии.
В начале 1900-х годов Лонг-Бич стал центром фермерского хозяйства благодаря богатой почве вдоль побережья. К 1884 году местные фермеры перевозили свою продукцию по железной дороге. Железная дорога и успехи в сельском хозяйстве привлекли ещё больше фермеров. Вначале местная экономика развивалась за счёт лесозаготовок, но когда девственные леса из жёлтой сосны истощились, на расчищенных землях стали выращивать пропашные культуры.
История Лонг-Бич тесно связана с жизнью и деятельностью Уильяма Джеймса Куорлза. Он был сельским школьным учителем из Теннесси. В январе 1884 года он купил здесь одноэтажный дом, и жил в нём со своей семьёй до постройки нового двухэтажного дома. В Лонг-Бич в тот момент проживало всего тринадцать других семей; не было ни магазина, ни почтового отделения, ни школы. Поселенцы ходили в Пасс-Крисчен, чтобы купить припасы и получить почту. Весной 1884 года Куорлз построил магазин в своём дворе, а в сентябре был назначен первым почтмейстером города. Почтовое отделение располагалось в здании магазина (ныне снесённом). Джефф-Дэвис-Авеню, одна из главных улиц города, появилась как путь к магазину Куорлза, который прокладывали поселенцы, жившие на берегу моря.
В 1884 году Куорлз и его друг Джим Томас основали в Лонг-Бич фермерское хозяйство, которое в значительной степени способствовало быстрому росту посёлка в 1890-х и начале 1900-х годов. Фермеры переезжали сюда, вступали в ассоциации производителей овощей, которые организовал Куорлз, и к началу 1900-х годов Лонг-Бич стал ведущим центром грузоперевозок. Куорлз был назван «деканом дальнобойщиков» в статье, которая появилась в газете «Woman’s Daily Herald» 12 октября 1911 года. Он также был пионером в выращивании орехов пекан в этом районе. По словам Джеймса Стивенса, историка побережья Миссисипи, «Куорлз выкристаллизовал Лонг-Бич и был катализатором, ответственным за его ранний рост». Вскоре Лонг-Бич стал известен как американская «столица редиса», чему способствовал успех редиса сорта Лонг-Редс. Редис был длинным и напоминал красную морковь. Эти популярные редиски часто продавались в барах в качестве закуски к пиву. В 1921 году садоводы Лонг-Бич отправили 330 вагонов с редисом и другими овощами на северные рынки, что стало рекордным сезоном. Хотя редис Лонг Ред был наиболее известен, фермеры выращивали и другие культуры, такие как салат-латук, сладкий картофель, бобы, кукурузу и клубнику. Здесь также были цитрусовые рощи, фруктовые и пекановые сады.
Куорлз также был основателем школьной системы Лонг-Бич. В 1884 и 1885 годах он обучал одиннадцать детей школьного возраста в передней комнате своего дома. В 1886 году на месте нынешней начальной школы на Джефф-Дэвис-Авеню была построена однокомнатная школа. Будучи крайне заинтересованным в образовании, Куорлз подарил общине участок для строительства и пиломатериалы для строительства школы в Северном Лонг-Бич, чтобы дети фермеров в этом районе получили доступную школу. Позднее школа была названа в его честь. Сегодня офисы школьного округа находятся в начальной школе Уильяма Джеймса Куорлза, третьей школе Куорлза, обслуживающей этот район. Будучи школьным попечителем, большую часть своей активной жизни он и его жена размещали учителей в своём доме, и вместе с двумя или тремя другими меценатами платили учителям зарплату. Дом Куорлза — бизнесмена, почтмейстера, педагога и фермера — старейшее из сохранившихся сегодня строений в Лонг-Бич. Оно считается местом рождения города.
В то же время жители Нового Орлеана начали пользоваться преимуществами железной дороги и приезжали в Лонг-Бич на отдых. Некоторые из этих первых туристов так увлеклись, что купили дома и переехали на постоянное место жительства в Лонг-Бич. Лонг-Бич продолжал расти, и вскоре потребовалась регистрация города. К сожалению, в городе было всего 890 жителей, а для регистрации требовалось 900 жителей. Жители убедили Донатьена и Анастасию Дюбюиссон переехать из Пайнвилля в Лонг-Бич. У Дюбюиссонов было 13 детей, и эта семья помогла Лонг-Бич достичь цели по численности населения и зарегистрировать город в 10 августа 1905 года.
Когда Великая депрессия положила конец сельскому хозяйству как отрасли, город стал известен благодаря прекрасным пляжам и водным видам спорта, которые привлекали туристов и отдыхающих.
Сегодня Лонг-Бич — это шумный, дружелюбный город. Длинный сверкающий пляж с белым песком по-прежнему является его достопримечательностью. Вкусные рестораны, развлечения для всей семьи и магазины мирового класса добавляют городу привлекательности. Туристы по-прежнему приезжают сюда и часто вкладывают деньги в дома для отдыха. Это место на побережье Мексиканского залива с пятью разными названиями известно как курортный город.

### Ураган Катрина

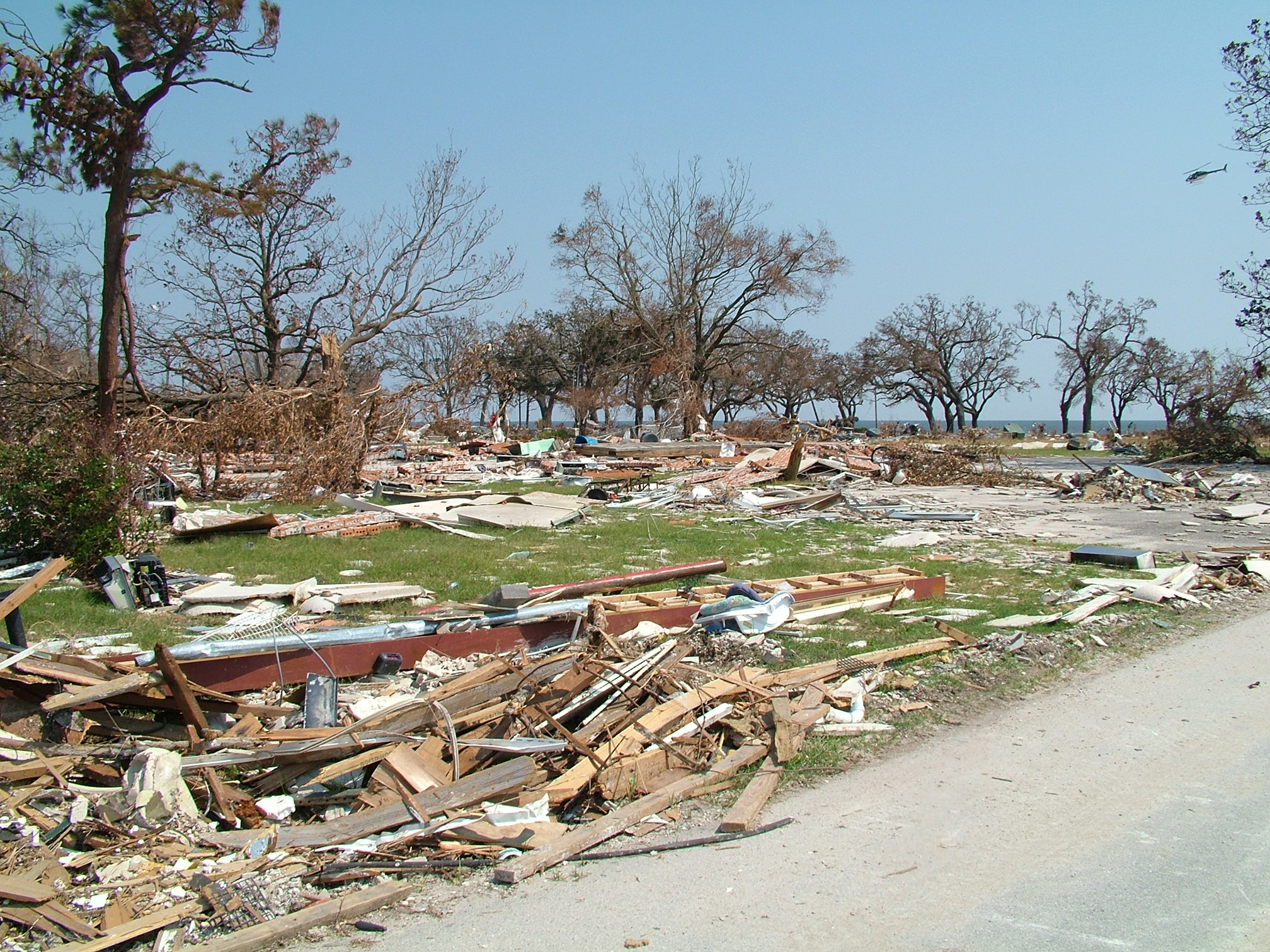
Воздействие урагана «Катрина» на береговую линию Лонг-Бич

Через 19 дней после столетнего юбилея города, 29 августа 2005 года, на город обрушился ураган «Катрина», разрушивший почти все здания в пределах 500 метров от береговой линии Мексиканского залива. Многие жители Лонг-Бич остались без крова или жили в поврежденных водой и ветром домах. По меньшей мере один человек погиб.
Город Лонг-Бич (Калифорния), провёл сбор средств в помощь городу. Город Пеория (Аризона) предоставил как муниципальные, так и частные ресурсы. Это привело к установлению тесных отношений между двумя общинами.
Город долго восстанавливался после урагана «Катрина». Жители постепенно возвращались, пляжи и кондоминиумы в этом районе ремонтировались. Однако в городе не наблюдалось возвращения бизнеса на уровень, существовавший до Катрины, отчасти из-за ужесточения строительных норм, установленных Федеральным агентством по управлению в чрезвычайных ситуациях и Агентством по управлению в чрезвычайных ситуациях штата Миссисипи, а также из-за экономического спада.

## Климат
В Лонг-Бич лето долгое, жаркое и душноe; зимы короткие и холодные. Весь год в Лонг-Бич влажно, наблюдается переменная облачность. В течение года температура обычно колеблется от 7 °C до 32 °C и редко бывает ниже −1 °C или выше 35 °C. Лучшее время года для посещения Лонг-Бич — с начала апреля до середины мая и с конца сентября до конца октября. Самый жаркий месяц в году в Лонг-Бич — июль, со средним температурным максимумом 32 °C и минимумом 24 °C. Самый холодный месяц в году в Лонг-Бич — январь, со средним температурным максимумом 7 °C и минимумом 16 °C.
В Лонг-Бич средний процент неба, покрытого облаками, испытывает значительные сезонные колебания в течение года. Самый ясный месяц в году в Лонг-Бич — октябрь, во время которого небо в среднем ясное, преимущественно ясное или имеет переменную облачность 65 % времени. Самый пасмурный месяц в году в Лонг-Бич — июль, во время которого небо в среднем пасмурное или преимущественно облачное 58 % времени.
Влажный день — это день, когда выпадает не менее 1 миллиметра жидких осадков или осадков в жидком эквиваленте. Вероятность влажных дней в Лонг-Бич существенно колеблется в течение года. Месяц с наибольшим количеством дождливых дней в Лонг-Бич — июль, когда в среднем на протяжении 17,1 дня выпадает не менее 1 миллиметр осадков. Месяц с наименьшим количеством дождливых дней в Лонг-Бич — октябрь, когда в среднем на протяжении 6,8 дня выпадает не менее 1 миллиметра осадков. Месяц с максимальным количеством дождливых дней в Лонг-Бич — июль, со средним количеством дождливых дней в 17,1 дня. В Лонг-Бич наблюдаются значительные сезонные колебания месячного количества дождевых осадков. Месяц с наибольшим количеством дождевых осадков в Лонг-Бич — июль, со средним количеством осадков 144 миллиметра. Месяц с наименьшим количеством дождей в Лонг-Бич — октябрь, со средним количеством осадков 83 миллиметра.
Продолжительность дня в Лонг-Бич существенно меняется в течение года. В 2021 году самый короткий день месяца — 21 декабря, когда светлое время суток составляет 10 часов 11 минут, а самый длинный — 20 июня со светлым временем суток 14 часов 6 минут. Самый ранний восход приходится на 5:54 10 июня, а самый поздний — на 1 час 21 минуту позже, в 7:15 6 ноября. Самый ранний закат приходится на 16:55 1 декабря, а самый поздний — на 3 часа 7 минут позже, в 20:02 30 июня. Переход на летнее время (DST) происходит в Лонг-Бич начиная с весны 14 марта и заканчивается осенью 7 ноября.
В Лонг-Бич наблюдаются экстремальные сезонные колебания в уровне воспринимаемой влажности. Месяц с наибольшим количеством дней с повышенной влажностью в Лонг-Бич — июль. Месяц с наименьшим количеством дней с повышенной влажностью в Лонг-Бич — январь. В Лонг-Бич средняя почасовая скорость ветра испытывает значительные сезонные колебания в течение года. Самый ветреный месяц в году в Лонг-Бич — январь со среднечасовой скоростью ветра 13,8 километра в час. Самый спокойный месяц в году в Лонг-Бич — июль со среднечасовой скоростью ветра 9,4 километра в час. Преобладающее среднечасовое направление ветра в Лонг-Бич меняется в течение года. Весной и летом ветер чаще всего дует с юга. Осенью ветер чаще всего дует с востока, а зимой ветер чаще всего дует с севера.
Средняя температура воды испытывает экстремальные сезонные колебания в течение года. Месяц года в Лонг-Бич с самой тёплой водой — август, когда средняя температура составляет 29 °C. Месяц года в Лонг-Бич с самой холодной водой — январь, когда средняя температура составляет 15 °C.
| Показатель                    | Янв.  | Фев.  | Март  | Апр.  | Май   | Июнь  | Июль  | Авг.  | Сен.  | Окт. | Нояб. | Дек.  |
| ----------------------------- | ----- | ----- | ----- | ----- | ----- | ----- | ----- | ----- | ----- | ---- | ----- | ----- |
| Средний суточный максимум, °C | 16    | 18    | 21    | 24    | 28    | 31    | 32    | 32    | 30    | 26   | 21    | 17    |
| Средняя температура, °C       | 11    | 13    | 16    | 20    | 24    | 27    | 28    | 28    | 26    | 21   | 16    | 12    |
| Средний суточный минимум, °C  | 7     | 8     | 12    | 16    | 20    | 23    | 24    | 24    | 22    | 16   | 11    | 8     |
| Среднее число дней с осадками | 9,5   | 8,4   | 9,0   | 8,0   | 9,4   | 13,3  | 17,1  | 15,0  | 10,5  | 6,8  | 7,3   | 9,0   |
| Норма осадков, мм             | 124,8 | 128,1 | 133,6 | 125,0 | 112,5 | 126,4 | 144,4 | 127,8 | 112,4 | 82,8 | 96,6  | 112,7 |
| Температура воды, °C          | 15    | 15    | 18    | 21    | 25    | 28    | 29    | 29    | 28    | 24   | 20    | 17    |
| Средняя скорость ветра, м/с   | 13,8  | 13,8  | 13,6  | 13,3  | 11,8  | 10,3  | 9,4   | 9,5   | 11,2  | 12,4 | 13,2  | 13,8  |
| Источник:                     |       |       |       |       |       |       |       |       |       |      |       |       |

## Демография
По данным переписи населения 2000 года, в городе проживало 17 320 человек, насчитывалось 6560 домохозяйств и 4696 семей. Плотность населения составляла 1713,6 человек на квадратную милю (661,5/км2). Имелось 7203 единицы жилья при средней плотности 712,6 на квадратную милю (275,1/км2). Расовый состав города состоял из 87,49 % белых, 7,36 % афроамериканцев, 0,39 % коренных американцев, 2,57 % азиатов, 0,07 % жителей тихоокеанских островов, 0,68 % представителей других рас и 1,44 % представителей двух или более рас. 2,29 % населения были испаноговорящими или латиноамериканцами любой расы.
Среди 6560 домохозяйств в 36,2 % проживали дети в возрасте до 18 лет, 53,8 % составляли супружеские пары, проживающие вместе, в 13,5 % проживала незамужняя женщина, а 28,4 % домохозяйств не являлись семьями. 22,9 % всех домохозяйств состояли из отдельных лиц, а в 7,7 % проживал один человек в возрасте 65 лет и старше. Средний размер домохозяйства составлял 2,61 человека, а средний размер семьи — 3,07 человек.
В городе 27,1 % населения были моложе 18 лет, 9,1 % — от 18 до 24 лет, 29,8 % — от 25 до 44 лет, 22,8 % — от 45 до 64 лет и 11,2 % — 65 лет и старше. Медианный возраст составил 36 лет. На каждые 100 женщин приходилось 93,1 мужчины. На каждые 100 женщин в возрасте 18 лет и старше приходилось 89,7 мужчин. Медианный доход домохозяйства в городе составлял $43 289, а медианный доход семьи — $50 014. Средний доход мужчин составил $35 909, а женщин — $24 119. Доход на душу населения в городе составил $19 305. 9,0 % населения и 7,7 % семей находились за чертой бедности. Из общей численности населения 15,2 % людей в возрасте до 18 лет и 3,7 % людей в возрасте 65 лет и старше жили за чертой бедности.

## Образование
Город Лонг-Бич входит в школьный округ Лонг-Бич. В округе имеется пять кампусов, в которых обучается около 2700 учащихся. К ним относятся средняя школа Лонг-Бич, основная школа Лонг-Бич, начальная школа Ривз, начальная школа Куорлз и начальная школа Харпер МакКоган, перестроенная на новом месте после того, как предыдущая школа была разрушена ураганом Катрина.
Кампус университета Южного Миссисипи на побережье Мексиканского залива расположен в Лонг-Бич на Бич-Бульвар. Дуб Дружбы расположен на лужайке перед кампусом Southern Miss Gulf Park.

## Известные люди
- Ричард Беннет[англ.], член Палаты представителей Миссисипи[англ.][23]
- Хейл Боггс[англ.], бывший член Палаты представителей США, лидер большинства в Палате представителей[англ.] и член Комиссии Уоррена[24].
- Тэд Бренч, бывший вице-адмирал[англ.] ВМС США и бывший директор военно-морской разведки[англ.][25].
- Майлз Бреннан[англ.], квотербек LSU Tigers[англ.][26].
- Ричи Браун[англ.], игрок НФЛ[27].
- Ник Джеймс[англ.], бывший игрок в американский футбол, защитник обороны[англ.][28].
- Ши Керри[англ.], сценарист-продюсер[29].
- Джеральд Макрейни, кинозвезда[30].